# Heraclia flavisignata
Heraclia flavisignata är en fjärilsart som beskrevs av George Francis Hampson. Heraclia flavisignata ingår i släktet Heraclia och familjen nattflyn. Inga underarter finns listade i Catalogue of Life.